# Haifa Wehbe
Haifa Wehbe (født 10. marts 1972 i Libanon) (arabisk:هيفاء وهبي) er en sangerinde og skuespillerinde, der synger på arabisk.